# Lobbersjön
Lobbersjön är en sjö i Krokoms kommun i Jämtland och ingår i Ångermanälvens huvudavrinningsområde. Sjön har en area på 1,02 kvadratkilometer och ligger 757 meter över havet. Lobbersjön ligger i Gråberget-Hotagsfjällen Natura 2000-område. Sjön avvattnas av vattendraget Lobbersjöån.

## Delavrinningsområde
Lobbersjön ingår i det delavrinningsområde (712713-142766) som SMHI kallar för Utloppet av Lobbersjön. Medelhöjden är 795 meter över havet och ytan är 9,99 kvadratkilometer. Räknas de 5 avrinningsområdena uppströms in blir den ackumulerade arean 26,7 kvadratkilometer. Lobbersjöån som avvattnar avrinningsområdet har biflödesordning 4, vilket innebär att vattnet flödar genom totalt 4 vattendrag innan det når havet efter 325 kilometer. Avrinningsområdet består mestadels av skog (31 procent) och kalfjäll (59 procent). Avrinningsområdet har 1,02 kvadratkilometer vattenytor vilket ger det en sjöprocent på 10,2 procent.